# Melissa McCarthy
Melissa Ann McCarthy (Plainfield (Illinois), 26 augustus 1970) is een Amerikaanse actrice en comédienne. Ze groeide op in Plainfield, net buiten Chicago. McCarthy deed eerst stand-upcomedy in New York, waar ze tevens acteerlessen volgde en op verschillende podia optrad. Nadat McCarthy naar Los Angeles verhuisde, werd ze al snel lid bij "The Groundlings Sunday Co. Comedy and improv cast".
McCarthy speelde in diverse films. Haar debuut was in de romantische comedy The Third Weel, waar ze het maatje van Ben Affleck speelde. Andere films waarin McCarthy een rol heeft zijn The Kid met Bruce Willis, The Heat, Charlie's Angels, Drowning Mona, Go en Spy. Haar bekendste film is Bridesmaids, waarvoor ze een twintigtal nominaties kreeg. In 2013 was ze te zien als Diana in de film Identity Thief. Haar filmwerk leverde haar in 2015 een ster op de Hollywood Walk of Fame op.
Daarnaast speelde ze de rol van Sookie St James in de komische dramareeks Gilmore Girls en die van Dena in de serie Samantha Who?. Van 2010 tot 2016 vertolkte ze het hoofdpersonage Molly in de sitcom Mike & Molly van CBS.
Zij won hiervoor in 2011 een Emmy Award voor 'beste vrouwelijke hoofdrol in een komische serie'. In Vlaanderen werd de serie uitgezonden door ZES, in Nederland door Fox en Comedy Central.
In samenwerking met het Amerikaanse kledingbedrijf Sunrise Brands ontwerpt ze grotematenkleding.
Op 8 oktober 2005 trouwde ze met haar jeugdliefde acteur Ben Falcone. Het paar heeft twee dochters.

## Filmografie

### Film

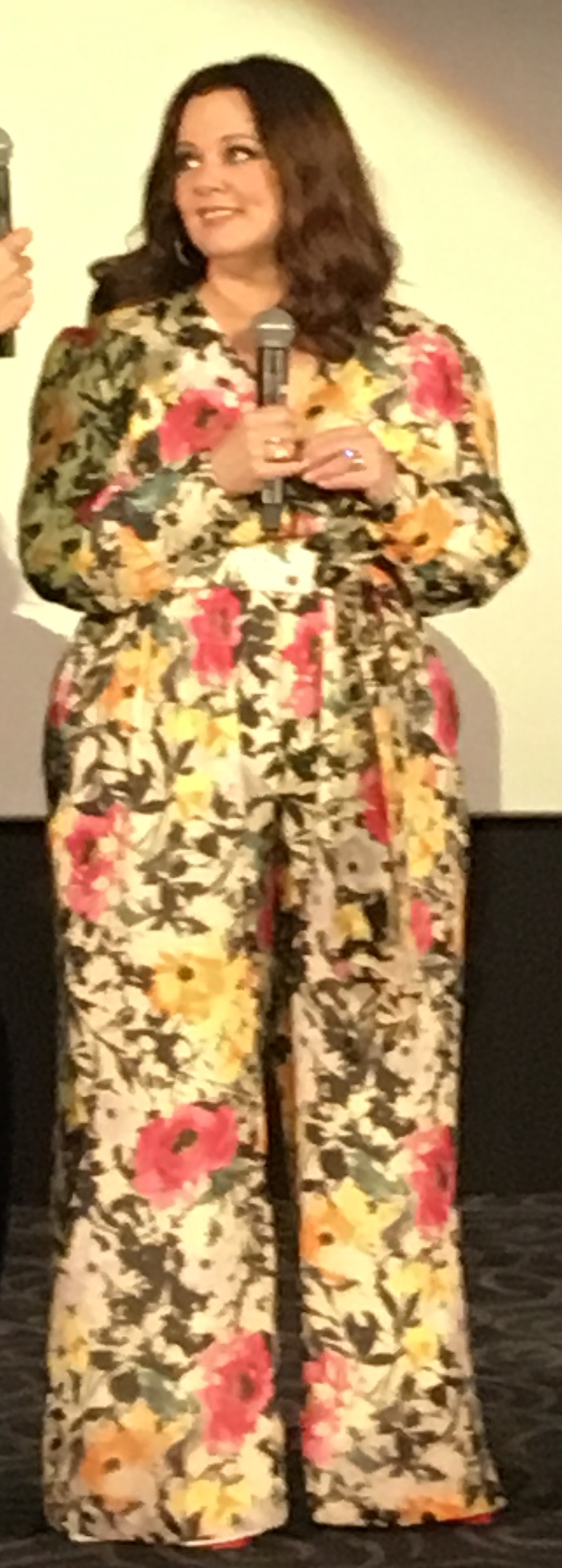
2016

| Jaar | Titel                           | Rol                       | Bijzonderheden                                |
| ---- | ------------------------------- | ------------------------- | --------------------------------------------- |
| 1998 | God                             | Margaret                  | korte film                                    |
| 1999 | Go                              | Sandra                    |                                               |
| 2000 | Charlie's Angels                | Doris                     | (in Charlie's Angels: Full Throttle bloopers) |
| 2000 | Drowning Mona                   | Shirley                   |                                               |
| 2000 | Auto Motives                    | Tonnie                    | korte film                                    |
| 2000 | The Kid                         | Sky King-serveerster      |                                               |
| 2002 | Pumpkin                         | Cici Pinkus               |                                               |
| 2002 | The Third Wheel                 | Marilyn                   |                                               |
| 2002 | White Oleander                  |                           |                                               |
| 2003 | The Life of David Gale          | Nico the Goth Girl        |                                               |
| 2003 | Chicken Party                   | Tot Wagner                |                                               |
| 2003 | Kim Possible: The Secret Files  | DNAmy                     | stem                                          |
| 2003 | Charlie's Angels: Full Throttle | Vrouw op plaats delict    | bloopers (credits)                            |
| 2006 | Cook-Off!                       | Amber Strang              |                                               |
| 2007 | The Nines                       | Margaret / Melissa / Mary |                                               |
| 2007 | The Captain                     | Fran                      | korte film                                    |
| 2008 | Just Add Water                  | Selma                     |                                               |
| 2008 | Pretty Ugly People              | Becky                     |                                               |
| 2010 | The Back-Up Plan                | Carol                     |                                               |
| 2010 | Life as We Know It              | DeeDee                    |                                               |
| 2011 | Bridesmaids                     | Megan Price               |                                               |
| 2012 | This Is 40                      | Catherine                 |                                               |
| 2013 | Identity Thief                  | Diana/Dawn Budgie         |                                               |
| 2013 | The Hangover Part III           | Cassy                     |                                               |
| 2013 | The Heat                        | Det. Shannon Mullins      |                                               |
| 2014 | Tammy                           | Tammy Banks               | ook screenwriter en executive producer        |
| 2014 | St. Vincent                     | Maggie Bronstein          |                                               |
| 2015 | Spy                             | Susan Cooper              |                                               |
| 2016 | The Boss                        | Michelle Darnell          | ook screenwriter en executive producer        |
| 2016 | Ghostbusters                    | Abby Yates                |                                               |
| 2018 | Life of the Party               | Deanna Miles              |                                               |
| 2018 | Can You Ever Forgive Me?        | Lee Israel                |                                               |
| 2019 | The Kitchen                     | Kathy Brennan             |                                               |
| 2020 | Superintelligence               | Carol Vivian Peters       | ook als producer                              |
| 2021 | Thunder Force                   | Lydia Berman              |                                               |
| 2022 | Thor: Love and Thunder          | Hela-actrice              | cameo                                         |
| 2023 | The Little Mermaid              | Ursula                    |                                               |
| 2023 | Genie                           | Flora                     | ook executive producer                        |
| 2024 | Unfrosted                       | Donna Stankowski          |                                               |

### Televisie
| Jaar      | Titel                             | Rol                 | Bijzonderheden                                     |
| --------- | --------------------------------- | ------------------- | -------------------------------------------------- |
| 1997      | Jenny                             | Melissa             | aflevering 1.5                                     |
| 2000      | D.C.                              | Molly               | 2 afleveringen                                     |
| 2000–2007 | Gilmore Girls                     | Sookie St. James    | 122 afleveringen                                   |
| 2002–2005 | Kim Possible                      | DNAmy (stem)        | 3 afleveringen                                     |
| 2004      | Curb Your Enthusiasm              | Verkoopster         | aflevering The Surrogate                           |
| 2007–2009 | Samantha Who?                     | Dena                | 35 afleveringen                                    |
| 2009      | Rita Rocks                        | Mindy Boone         | aflevering Why Can't We Be Friends?                |
| 2010      | Private Practice                  | Lynn McDonald       |                                                    |
| 2010–2016 | Mike & Molly                      | Molly Flynn         | 127 afleveringen                                   |
| 2011–2014 | Saturday Night Live               | Host                | 3 afleveringen                                     |
| 2012      | De pinguïns van Madagascar        | Shelley             | aflevering Hair Apparent/Love Takes Flightless     |
| 2016      | Gilmore Girls: A Year in the Life | Sookie St. James    | aflevering: Fall                                   |
| 2017–2018 | Nobodies                          | als zichzelf        | 8 afleveringen; ook als executive producer         |
| 2020      | Little Big Shots                  | als zichzelf (host) | 13 afleveringen; ook als executive producer        |
| 2021      | Nine Perfect Strangers            | Frances Welty       | 8 afleveringen; ook als executive producer         |
| 2022      | God's Favorite Idiot              | Amily Luck          | 8 afleveringen; ook als executive producer         |
| 2022      | The Simpsons                      | Calvin              | stem, aflevering Step Brother from the Same Planet |
| 2024      | RuPaul's Drag Race                | zichzelf            | aflevering The Sound of Rusic                      |
| 2024      | Only Murders in the Building      | Doreen              | aflevering Valley of the Dolls                     |

- Bibsys: 6012626
- Biblioteca Nacional de España: XX5322204
- Bibliothèque nationale de France: cb15110533k (data)
- Gemeinsame Normdatei: 1035244179
- International Standard Name Identifier: 0000 0004 1897 2748
- Library of Congress Control Number: no2005047010
- MusicBrainz: 0d527b24-843f-4ed8-aea6-3a37a8d08dcb
- Nationale Bibliotheek van Tsjechië: xx0200702
- Nationale Bibliotheek van Polen: a0000002982494
- Nederlandse Thesaurus van Auteursnamen: 369582357
- Système universitaire de documentation: 167921002
- Virtual International Authority File: 302514248
- WorldCat: E39PBJjhChM4G6WkTcfvTgDcyd